# Observação de satélites

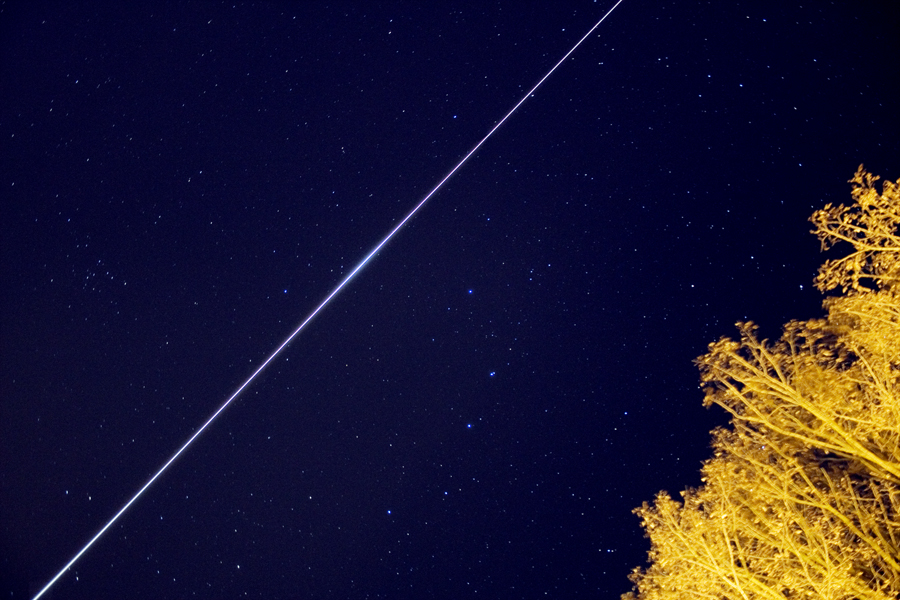
Exposição de longa duração de passagem da Estação Espacial Internacional

Observação de satélites ou localização de satélites é um hobby que consiste na observação e rastreamento de satélites artificiais que orbitam a Terra . As pessoas que praticam esse hobby são chamadas de observadores de satélite, rastreadores, ou observadores. Como os satélites fora da sombra da Terra refletem a luz do sol, aqueles em órbita baixa da Terra podem visivelmente brilhar enquanto atravessam o céu do observador, geralmente durante o crepúsculo.

## História
A detecção amadora de satélites remonta aos dias dos primeiros satélites artificiais, quando o Observatório Astrofísico Smithsonian lançou o programa Operação Moonwatch em 1956 para registrar astrônomos amadores em um dos primeiros esforços de ciência cidadã para rastrear satélites sputniks soviéticos. O programa foi um análogo ao programa de observação cidadã Ground Observer Corps que existiu durante a  Segunda Guerra Mundial para observar bombardeiros inimigos. A operação Moonwatch perdeu sua relevância a partir da instalação de estações profissionais em 1958. O programa foi descontinuado em 1975.
À medida que a revolução digital avançou nos anos 2000, surgiram muitos planetários e programas de computador de rastreamento de satélites surgiram em sua detecção. Nos anos 2010, acompanhados pelo desenvolvimento de tecnologias de realidade aumentada (AR), foram desenvolvidos programas de observação de satélites para dispositivos móveis.

## Observação
A observação de satélites é geralmente feita a olho nu ou com o auxílio de binóculos, já que a maioria dos satélites de órbita terrestre baixa se move muito rapidamente para ser rastreada facilmente por telescópios. Por outro lado, é esse movimento dos satélites em suas passagens pelo céu noturno que os torna relativamente fáceis de ver. Já os satélites geossíncronos, por não se moverem em relação ao visualizador, podem ser difíceis de encontrar e geralmente não são procurados quando se está observando satélites.
Como em qualquer hobby de observação do céu, quanto mais escuro o céu, melhor; desta forma, observadores têm mais sucesso longe das áreas urbanas poluídas pela luz.
Embora, para o observador, os satélites em órbita terrestre baixa se movam a uma velocidade aparente semelhante a de uma aeronave comercial, nem todos se movem na mesma velocidade e satélites individuais podem ser mais rápidos ou mais lentos. Eles podem ser diferenciados de aeronaves porque os satélites não deixam rastros e não possuem luzes vermelhas e verdes de navegação. Satélites individuais também nunca variam de velocidade ou direção. Eles são iluminados apenas pelo reflexo da luz solar em seus painéis solares ou outras superfícies. O brilho de um satélite pode mudar à medida que se move pelo céu. Ocasionalmente, um satélite pode "brilhar" conforme muda de orientação relativa ao espectador, aumentando repentinamente sua refletividade. Satélites costumam ficar mais escuros e mais difíceis de observar próximos do horizonte. Como a reflexão da luz solar é necessária para a observação de satélites, os melhores períodos de observação são por algumas horas imediatamente após o anoitecer, ou algumas horas antes da alvorada. Dado o número de satélites atualmente em órbita, em uma sessão de observação de quinze minutos geralmente é possível observar pelo menos um satélite passando acima.